# Réseau routier de Paris
Cet article présente l'histoire, les caractéristiques et les événements significatifs ayant marqué le réseau routier du département de Paris en France.

## Histoire

### XVIIIeetXIXesiècles

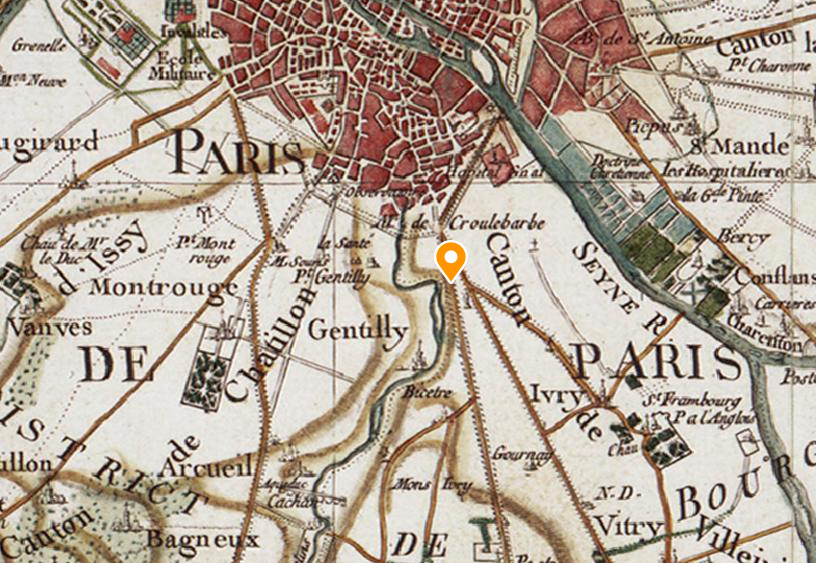
Extrait de la carte de Cassini en 1780.

De 1750 à 1784, l’ensemble du réseau routier est pour la première fois cartographié à grande échelle (au 86400e) et de manière complète, à la demande de Louis XV, par César-François Cassini et son fils Jean-Dominique. Les feuilles de la carte de Cassini sont d’une grande richesse toponymique, mais d’une grande pauvreté quant à la figuration du relief et de l’altimétrie. De même les chemins secondaires sont rarement représentés, du fait d’une part de leur état médiocre, d’autre part de leur faible importance économique.
L’Atlas national illustré réalisé par Victor Levasseur est un précieux témoignage du XIXe siècle : les cartes coloriées à la main sont entourées de gravures indiquant statistiques, notes historiques et illustrations caractéristiques des départements. Sur ces cartes sont représentées les routes, voies ferrées et voies d'eau. Les départements sont divisés en arrondissements, cantons et communes.

### XXeetXXIesiècles

#### Réforme de 1930
Devant l'état très dégradé du réseau routier au lendemain de la Première Guerre mondiale et l'explosion de l'industrie automobile, l'État, constatant l'incapacité des collectivités territoriales à remettre en état le réseau routier pour répondre aux attentes des usagers, décide d'en prendre en charge une partie. L'article 146 de la loi de finances du 16 avril 1930 prévoit ainsi le classement d'environ 40 000 kilomètres de routes départementales dans le domaine public routier national.
En ce qui concerne le département de la Seine, ce classement devient effectif à la suite du décret du 11 juin 1931. Ce décret donne la liste des nouvelles routes nationales, avec leurs limites dans le département de la Seine. Pour les routes radiales partant de Paris, il est indiqué : entre la limite de la Ville de Paris et ...
Le département de Paris est officiellement créé le 1er janvier 1968 par démembrement du département de la Seine.

#### Réformes de 1972 et de 2005
En 1971, un mouvement inverse est décidé par l'État. Les lois du 29 décembre 1971 et du 13 août 2004 prévoient le transfert dans la voirie départementale d'environ 71 000 kilomètres de routes nationales. Aucune route nationale ne passant par Paris, cette modification ne concerne pas Paris, ce que confirme le décret du 5 décembre 2005 définissant le domaine routier national qui énumère les 19 800 kilomètres de routes nationales et autoroutes dont l’État conserve la propriété. 

## Consistance du réseau
Toutes les voies parisiennes sont des voies communales, y compris le boulevard périphérique.

### Routes départementales
Paris, à la fois commune et département, ne comporte aucune route départementale.

### Routes nationales
Paris ne comporte aucune route nationale, et toutes les routes nationales qui atteignaient la limite de Paris ont été déclassées et transférées dans les réseaux routiers des Hauts-de-Seine, de la Seine-Saint-Denis et du Val-de-Marne.
Par convention, le kilométrage des routes venant ou partant de Paris est compté à partir du parvis Notre-Dame - place Jean-Paul-II, situé devant la cathédrale Notre-Dame de Paris, sur le sol duquel est matérialisé le point zéro des routes de France.

### Autoroutes
Paris ne comporte aucun tronçon d'autoroute. Six autoroutes démarrent sur le boulevard périphérique : les autoroutes A1, A3, A4, A6b, A6a et A 13.

### Sources
- Cartes de Cassini : site de Gallica,